# 万多耶斯
万多耶斯（義大利語：Vandoies），是意大利波尔扎诺自治省的一个市镇。总面积110平方公里，人口3242人，人口密度29.5人/平方公里（2009年）。ISTAT代码为021110。

## 友好城市
- 德国锡格斯多夫 1970年